# 王二妮
王二妮（1985年10月22日—），陕西榆林人，中国陝北民歌歌手、北京歌剧舞剧院演員、中国音乐家协会理事、国家一级演员，陕西省政協委员，中国共产主义青年团第十六次团代表。

## 生平
1985年生于陕西省榆林市榆阳区大河塔乡冯家湾村。1997年进入榆林市百花艺术学校，学了两年戏曲舞蹈专业。
2001年初，代表安塞县到北京参加“首届农民歌手大赛”，获第一名。此后多年随团到全国各地参加大型演出。
2007年，参加中央电视台《星光大道》节目走红，打入年度总决赛并获“无冕之王”称号。
2008年在中央电视台《乡村大世界》节目客串第二现场主持人。9月26日，中央电视台《梦想剧场》王二妮个人专场。
2010年正式拜《白毛女》歌剧第一代“喜儿”扮演者王昆为师，2011年7月3日在国家大剧院的《白毛女》演出中饰演喜儿。
2010年4月7日，推出首张个人专辑《爱陕北》。2011年10月7日，央视综艺频道《巅峰音乐汇》个人演唱会。
2012年，在电影《哭恋》中飾演女主角王小花，该片在金鸡百花电影节获新片奖。
2013年1月5日，加入北京歌剧舞剧院。
2013年9月17日，在新加坡举办個人独唱演唱會「艺满中秋」。
2014年在央视春晚上，与阿宝搭档演唱歌曲《张灯结彩》。
2015年初，当选中国音乐家协会理事，被称为该协会历史上最年轻的理事。
2015年1月，推出第二张个人专辑《我从西边来》。11月3日，在香港新光戏院大剧场举办《黄土地的诉说》民歌音乐会。12月5日，在北京人民大会堂举办个人演唱会《黄土地的诉说》。
2016年中国中央电视台春节联欢晚会上演唱《山丹丹开花红艳艳》。同年9月15日，参加中央电视台中秋晚会。
2017年5月，推出EP专辑《丰收中国》。6月，作为特邀嘉宾助阵《魅力中国城》红色魅力城市延安競演。9月3日，参与录制《中国戏歌》，演唱《五哥放羊》。9月15日，参与拍摄并主演红色主旋律电视剧《奔向延安》，饰演角色柳二妮。9月22日，录制央视综艺频道《巅峰音乐汇》，王二妮个人专场音乐会。9月28日至10月10日，王二妮和王小妮随国务院侨办“文化中国”一行来到美国，分别在波士顿、纽约、华盛顿、圣保罗、辛辛那提五个城市，为当地侨胞奉献六场演出。10月15日，随中国文联前往德国参加中德建交45周年“莱茵华韵”文艺晚会。11月1日，推出两首单曲《在延安》和《荞麦花》。
2018年2月，推出贺岁单曲《新年到》。9月24日，推出單曲《跟着月亮走》。

## 个人生活
2014年9月29日，王二妮与李飞结婚，毕福剑出席任证婚人。